# Río Barron (Queensland)
El río Barron es un corto río costero de Australia que discurre por la meseta Atherton, cerca de Cairns, en el norte del estado de Queensland y que acaba desembocando en el océano Pacífico.

## Características
Está represado para formar el lago Tinaroo la principal fuente de agua de la región. Las cataratas de Barron, de 230 metros de caída se encuentran sobre el curso del río, pero mucha del agua de ellas es desviada para producir electricidad. El nombre aborigen del río Barron es Bibhoora.
- Datos: Q908974
- Multimedia: Barron River (Queensland) / Q908974